# きら☆ぴか
きら☆ぴか（きらぴか）とは、アニメ「きらりん☆レボリューション」において、主人公「月島きらり」とその後輩「観月ひかる」により結成されたユニット、または、これらの声優を務める モーニング娘。（当時）の久住小春 と ℃-ute（当時）の萩原舞 により結成されたユニット（ハロー!プロジェクトに所属する女性歌手グループ、女性アイドルグループ）である。

## メンバー
- 久住小春（くすみ こはる、1992年7月15日 - ） - 月島きらり役で、服装はピンク色。
- 萩原舞（はぎわら まい、1996年2月7日 - ） - 観月ひかる役で、服装はオレンジ色。

## 概要
アニメ「きらりん☆レボリューション（以下きらレボ）」では、主人公「月島きらり」の声優をモーニング娘。の久住小春が担当しており、実際に「月島きらり starring 久住小春 (モーニング娘。) 」としてシングルを複数枚発売している。このアニメのアイドルと現実のアイドルによるコラボレーションは幅広い年齢層にマッチして、CDは好調な売れ行きを見せている。
一方、久住と同じ芸能事務所に所属する℃-uteの萩原舞（小学6年生：2007年6月時点）は、きらレボのターゲット年齢層に近く親近感を与える存在である。
このような状況で、次のコラボレーション企画として誕生したユニットがきら☆ぴかである。きらレボに新キャラクター「観月ひかる」を導入し、その声優を萩原舞に担当させ、久住小春（月島きらり）とユニットを組ませることにより現実の世界でデビューさせるという戦略である。
なお℃-uteは以前、グループとしてきらレボのアニメに登場（第20話「Na! 帰ってきたマイブラザー!!」）したり、第2期のエンディングテーマを担当しており、今回の「きら☆ぴか」も低年齢層へのプロモーション活動の一環と思われる。
きら☆ぴかは、アニメ放送の第77話の中で解散した。また現実の世界でもその後活動することはなく、2008年4月よりきらレボが3期目を迎えて新展開となったことで事実上活動は休止した。

## アニメでの展開
観月ひかるは、内心ではアイドルになりたいと願っている。しかし極度のあがり症であり、客を前にして歌うことができない。その症状を月島きらりが努力して直していく。しかしひかるはきらりと一緒でないとあがり症が治まらない。そこで村西事務所は、ひかるをきらりと一緒にユニットを組ませてデビューさせることにした。
雲井マネージャーによりユニット名が「きら☆ぴか」に決定したと告げられる。きらりとひかるは一緒にレッスンを開始するが、ひかるの勝ち気な性格のためになかなか意気投合できない。
きらりの努力によってしだいにひかるはユニットの協調性の大切さを理解するようになり、いい笑顔を見せるようになる。デビュー曲は「ふたりはNS」に決定。ファーストライブを開催する。
（ここまでの展開：アニメ放送第62話〜第66話）
ここで、きら☆ぴかのライバルとなる双子のアイドル「スーパーノヴァ」が登場（第67話）。プロデューサーの黒木旭（くろきあきら）に命令され、きら☆ぴかを芸能界から葬り去ろうと画策する。
一方で、きら☆ぴかは、きらりん☆コロンのアイデアを出したり（第70話）、ファッションブランド「ダブルクレッセント」を立ち上げたり（第72・73話）、ミュージカル「ハムマロ」に出演したり（第74話）と精力的に活動していく。
しかし、きら☆ぴかは期間限定のユニットなため、観月ひかるのソロデビューとともに解散が決定する（第75話）。黒木旭は、きら☆ぴかのラストコンサートを妨害するため、“観月ひかるがファンと握手会をする”という嘘の情報を流し、ひかるはその被害にあったせいでアイドルを辞めると宣言してしまう（第76話）。しかし、きらりと一緒に頑張ってきた日々を思い出し、コンサートに出場することを決意する。コンサート中、ひかるは「あたし、アイドルになって幸せだよ。」ときらりに告げ、ラストコンサートを締めくくる（第77話）。

## 活動

### 2007年
- 6月 ちゃおの「ニュース満さいきらりん通信」にて久住小春と萩原舞の新ユニットが結成されると発表。
- 6月15日 きらりん☆レボリューションの62話「ひかる☆なまいきアイドル候補生!」の回より「観月ひかる」が登場。
- 6月29日 アニメ放送第64話「スマッシュ！ビクトリーペアだ・フゥー？」にてアニメ内でのきら☆ぴか結成。
- 7月3日 「おはスタ」（テレビ東京系）にきら☆ぴかとして久住小春・萩原舞が初登場。
- 7月6日 「はなをぷーん」の放映開始（きらりん☆レボリューション 6期エンディングテーマ 第65話〜）。
- 7月7日 「はなをぷーん」が、CDシングル発売に先駆けて、「きらりん☆レボリューション ハッピー☆アイドルライフ」（アトラス開発の女の子向けトレーディングカードゲーム方式のアーケードゲーム）の第3弾カード対応筐体から使用可能な曲として、先行配信を開始。
- 7月13日 「ふたりはNS」の放映開始（きらりん☆レボリューション 挿入歌 きら☆ぴかデビュー曲）。
- 7月15日 この日からスタートした「Hello! Project 2007 Summer 10th アニバーサリー大感謝祭 〜ハロ☆プロ夏祭り〜」のライブツアー各会場にて、きら☆ぴかとして久住小春と萩原舞が「ふたりはNS」を熱唱。
- 7月26日 デビュー記念ライブ「きら☆ぴか はなぷーん夏ライブ」（横浜BLITZ）
- 8月1日 1stシングル「はなをぷーん/ふたりはNS」でデビュー。
- 8月26日 きらりん☆レボリューション きら☆ぴかステージ（「ちゃお＆ちゅちゅサマーフェスティバル2007」の2日目）（幕張メッセ）
- 9月28日 アニメ放送第77話「フォーエバー♪きら☆ぴかラストコンサート♪♪」にてアニメ内でのきら☆ぴかが解散。

### 2008年
- 3月28日 観月ひかるがソロで登場（第102話 ※きらレボ第2期の最終話）

### 2009年
- 5月4日 中野サンプラザにて開催された「きらりん☆レボリューションファイナルステージ[1]」にスペシャルゲストとして観月ひかる（萩原舞）が登場し、曲を披露した[2][3]。

### 2025年
- 1月2日、過去にリリースした楽曲を翌3日より各サブスクリプション型（定額制）音楽ストリーミングサービスで配信開始することを発表[4]。

## メディア

### シングル
1. はなをぷーん/ふたりはNS（2007年8月1日発売 限定盤：EPCE-5487／通常盤：EPCE-5488）[5]

このシングルは両A面である。
「はなをぷーん」は、きらりん☆レボリューションの6期エンディングテーマ（65〜67話）、4期オープニングテーマ（68〜77話）
「ふたりはNS」は同番組の挿入歌、7期エンディングテーマ（68〜77話）

### シングルV
1. はなをぷーん/ふたりはNS（2007年8月8日、EPBE-5256）

### テレビ
- きらりん☆レボリューション（テレビ東京系）
- おはスタ（テレビ東京系） 2部（スーパーライブ） ※久住小春・萩原舞の出演

2007年7月3日（火） ユニット紹介・ライブ告知など 約8分
2007年7月4日（水） - 18（水） 「きら☆ぴかストーリー」（ミニドラマ、録画）
2007年7月6日（金） トーク・歌など
2007年7月23日（月）〜26（木） PVが1部・2部で放送される
2007年7月27日（金） トーク・歌など
- めざましテレビ（フジテレビ系）

2007年7月27日（金） 7月26日に開催されたデビュー記念ライブ「きら☆ぴか はなぷーん夏ライブ」の模様が映像付きで紹介された。
- 2007年8月5日（日） ハロモニ@（テレビ東京系） ふたりはNS ※久住・萩原
- 2007年8月6日（月） 歌ドキッ! 〜ポップクラシックス〜（テレビ東京系） ※久住・萩原